# Anterastes antitauricus
Anterastes antitauricus är en insektsart som beskrevs av Battal Çiplak 2004. Anterastes antitauricus ingår i släktet Anterastes och familjen vårtbitare. Inga underarter finns listade i Catalogue of Life.